# Recifii Jurasici Cheia
Recifii Jurasici Cheia este o arie protejată (arie specială de conservare — SAC, sit de importanță comunitară — SCI) din România, desemnată în scopul protejării biodiversității și menținerii într-o stare de conservare favorabilă a florei spontane și faunei sălbatice, precum și a habitatelor naturale de interes comunitar aflate în arealul zonei protejate. Aceasta se întinde pe o suprafață de 5.654,5 ha, integral pe uscat.

## Localizare
Situl Recifii Jurasici Cheia se întinde pe teritoriile administrative ale comunelor Cogealac, Grădina, Mihail Kogălniceanu, Pantelimon și Târgușor din județul Constanța. Centrul acestuia este situat la coordonatele 44°29′02″N 28°27′11″E / 44.483892°N 28.453094°E.

## Înființare
Situl Recifii Jurasici Cheia (ROSCI0215) a fost declarat sit de importanță comunitară în decembrie 2007 pentru a proteja 3 specii de plante și 14 specii de animale. Situl a fost protejat și ca arie specială de conservare în mai 2022. Situl include rezervațiile naturale Masivul Geologic Cheia, Peștera La Adam și Peștera Gura Dobrogei.

## Biodiversitate
Situată în ecoregiunea de stepă, aria protejată conține 4 habitate naturale: Peșteri inaccesibile publicului, Păduri de stejar alb estice, Tufișuri caducifoliate ponto-sarmatice, Stepe ponto-sarmatice.
La baza desemnării sitului se află mai multe specii protejate:
- plante (3): clopoțel dobrogean (Campanula romanica), Centaurea jankae, Moehringia jankae
- mamifere (10): hamster românesc (Mesocricetus newtoni), liliac cu aripi lungi (Miniopterus schreibersii), dihor de stepă (Mustela eversmanii), liliac cu urechi de șoarece (Myotis blythii), liliac cărămiziu (Myotis emarginatus), liliac comun (Myotis myotis), liliacul mare cu potcoavă (Rhinolophus ferrumequinum), liliacul mic cu potcoavă (Rhinolophus hipposideros), liliacul cu potcoavă a lui méhely (Rhinolophus mehelyi), popândău (Spermophilus citellus)
- nevertebrate (1): Coenagrion ornatum
- reptile (3): balaurul dobrogean (Elaphe sauromates), țestoasa de baltă (Emys orbicularis),  țestoasa de uscat dobrogeană (Testudo graeca)

Pe lângă speciile protejate, pe teritoriul sitului au mai fost identificate 77 de specii de plante.